# Булигін Андрій Якович
Андрій Якович Булигін (1884–1906, Маріуполь, Катеринославська губернія, Російська імперія) — російський революціонер.

## Біографія
Андрій Якович Булигін народився 1884 року. Працював модельником на Брянському заводі в Катеринославі. У 1904—1905 роках був членом загальнозаводського ядра РСДРП та одним з найбільш діяльних членів районного комітету. У Катеринославі брав активну участь у революції 1905 року, займаючись організацією Ради робітничих депутатів. Потрапив під нагляд поліції та на початку 1906 р. поїхав до Москви, де вів пропаганду у робочому середовищі. Незабаром через хворобу змушений був повернутися на південь Росії.
Андрій Якович помер у 1906 році від туберкульозу. Це сталося в Маріуполі, куди він незадовго до того переїхав.

## Пам'ять
У радянські часи в Дніпрі ім'я Андрія Булигіна носила колишня Друга Фабрична вулиця (нині — вулиця Івана Езау). Крім того у 1927 році, йому було встановлено пам'ятник (скульптор Г.М. Василевич). Пам'ятник демонтовано 16 грудня 2022 року.